# Fondation Enfants d'Arménie
Vous pouvez aider à l'améliorer ou bien discuter des problèmes sur sa page de discussion.
- Il ne s’appuie pas, ou pas assez, sur des sources secondaires ou tertiaires. (Marqué depuis mars 2021)
- Son ton est trop promotionnel ou publicitaire, voire hagiographique. Le texte doit adopter un ton neutre et encyclopédique. (Marqué depuis mars 2021)

- Archive Wikiwix
- Bing
- Cairn
- DuckDuckGo
- E. Universalis
- Gallica
- Google
- G. Books
- G. News
- G. Scholar
- Persée
- Qwant
- (zh) Baidu
- (ru) Yandex
- (wd) trouver des œuvres sur Wikidata

La Fondation Enfants d’Arménie (abrégée en COAF) (en arménien «Հայաստանի մանուկներ» բարեգործական հիմնադրամ, en anglais Children of Armenia Charitable Fund) est une organisation non gouvernementale à but non lucratif dont la mission est de développer les communautés rurales d’Arménie.

## La fondation
La Fondation COAF travaille essentiellement avec des enfants et des adolescents en mettant en œuvre des programmes relatifs à l’éducation, la santé, le développement économique et social en traitant de manière exhaustive la pauvreté rurale. La COAF a également entrepris d’améliorer plus de 100 infrastructures dans les villages, notamment la rénovation d’écoles, de dispensaires, de jardins d’enfants, de centres communautaires, de cantines scolaires, de laboratoires d’innovation, de routes et de systèmes d’irrigation.
Créé en 2004 dans le village de Karakert, dans la région d'Armavir, l’activité de la COAF s'est étendue depuis à 44 villages des régions d'Aragatsotn, Lori, Gegharkunik, Shirak et Tavush, rendant service à plus de 75 000 bénéficiaires.
Au cours de la dixième année de son activité, la COAF a lancé une nouvelle stratégie, la « COAF SMART Initiative », visant à combler les lacunes systémiques en Arménie. La COAF SMART a pour objectif de faire progresser davantage les communautés rurales en favorisant l’accès à des programmes, des technologies et des opportunités dans un centre ultramoderne. Le premier centre COAF SMART est situé dans la région Lori, en Arménie. Il est ouvert aux villageois à partir de 3 ans et dispense une formation en communication, technologie, arts, agriculture et entrepreneuriat. Leader dans les infrastructures rurales novatrices, la COAF envisage la création d’un centre SMART dans chaque région d'Arménie.

## Le fondateur
Le docteur Garo H. Armen (en) est un homme d'affaires et un scientifique arménien américain, né en 1953 à Istanbul, en Turquie, dans une famille arménienne, Garo Armen, alors adolescent, est battu dans son école pour avoir parlé du génocide arménien de 1915. À 17 ans, il doit partir pour les États-Unis pour avoir la vie sauve.
N'ayant aucune connaissance de l'anglais, il est accueilli par une famille arménienne qui l'aide à apprendre l'anglais et plus tard, il fréquente le collège. Il commence à travailler comme coursier, puis employé d’une station-service, enfin plongeur dans un restaurant. Simultanément, Garo Armen étudie la chimie, obtient son doctorat et commence à travailler en tant que scientifique.
Plus tard, il s’intéresse aux marchés financiers et y réussit très bien. Les prix de l’essence augmentant, Garo Armen a l’idée de moderniser les stations-service, de manière que leurs compteurs ne soient pas composés uniquement de deux chiffres mais soient plus précis.
Après avoir perdu sa mère à la suite d'un cancer, Docteur Armen cherche de nouvelles méthodes pour traiter le cancer. Il fonde une société pharmaceutique appelée Agenus dont il est actuellement le PDG. Il possède également une ferme biologique dans l'état du Maine.
À partir de 2000, Garo Armen est très activement impliqué dans le soutien financier à l’Arménie. En 2004, il fonde l’ONG Fondation Enfants d'Arménie pour aider les communautés rurales à progresser.
En 2002, Ernst & Young lui décerne le titre d'entrepreneur de l'année en biotechnologie à New York. Garo Armen reçoit la médaille d'honneur Ellis Island pour ses efforts humanitaires en Arménie. Il reçoit la médaille Mkhitar Heratsi du président arménien. Il conserve la médaille d'or du gouverneur de la région d'Armavir pour ses investissements dans la région. Enfin, le Premier ministre d'Arménie lui décerne la médaille d’honneur.

## Programmes
COAF a une approche holistique basée sur des communautés dans les villages. En parallèle de la rénovation des infrastructures, COAF met en place des programmes éducatifs, de santé, sociaux et de développement économique pour encourager les communautés rurales.

### Éducation
En travaillant étroitement avec les écoles des villages, les programmes éducatifs de COAF, créent un environnement où les étudiants ont des opportunités pour développer leur créativité, leur esprit critique, leur talent et potentiel, aussi bien à l'école qu'à l'extérieur.
Les programmes extrascolaires pour les classes de maternelle sont divers :
- Dessin
- Ingénierie
- Judo
- Basketball

L'éducation civique inclut des programmes pour les enfants qui sont à l'école primaire :
- Débat
- Programmes sociaux-financier “aflatoun”

COAF a un partenariat de longue date avec l'ambassade des États-Unis concernant :
- l’accès à des bourses d'études afin de créer des opportunités pour les jeunes des villages pour apprendre l’anglais, le pratiquer et connaître plus en profondeur la culture américaine.
- des cours d’anglais en ligne pour les élèves dans les régions reculées d'Arménie où les ressources d'apprentissage sont limitées ou absentes.

L'évolution professionnelle des étudiants débute avec des cours d’orientation professionnelle pour les enfants de niveau collège, mais aussi par l’octroi de bourses, du mentorat, des stages et une formation qui favorise l'accès à l’emploi pour les diplômés de COAF.

### Santé
Les programmes de santé améliorent la qualité des services de santé primaires dans les villages grâce à des programmes qui favorisent le bien-être de toute la communauté. La priorité est donnée à la prévention des maladies en encourageant les enfants à avoir une vie saine dès l'école primaire, et à une détection précoce de divers problèmes de santé qui peuvent se manifester.
La formation pratique des prestataires de santé locaux et la modernisation des établissements de santé, garantissent une mise en œuvre des services de santé primaires de haute qualité.
Le développement des compétences de santé comprend une formation en gestion administrative, le renforcement des capacités pour les prestataires de soins de santé, la modernisation des établissements de santé. Quant aux services médicaux, ils comprennent la détection précoce du cancer du sein, de la thyroïde et de la prostate grâce à des :
- Examens cliniques
- Examens échographiques
- Mammographies, biopsies et tests hormonaux

Les traitements dentaires sont mis en place pour améliorer l’hygiène dentaire des villageois. En effet, le manque d’eau dans plusieurs villages sponsorisés par COAF, a eu des conséquences sanitaires sur l'hygiène dentaire. COAF a une approche préventive en matière d'hygiène bucco-dentaire, en éduquant les enfants, en assurant des activités régulières de brossage des dents par la mise en place de stations spécialisées (Brushodromes) dans les écoles et la mise à disposition de dentifrice et de brosses a dent aux élèves de 1ère et 2ème année.
COAF travaille en étroite collaboration avec l’organisation arméno-américaine des professionnels de santé, qui se rendent chaque année bénévolement dans les villages, pour apporter une aide médicale. COAF travaille également avec des médecins de Grande-Bretagne et du Canada qui vont dans les villages pour former les docteurs et les infirmières locales à de nouvelles méthodes, mais aussi à des dépistages et consultations de santé, pour les habitants des zones rurales d'Arménie.
En collaboration avec le Programme Alimentaire Mondial des Nations unies (PAM), COAF a rénové des cantines d'école et a fourni de la nourriture saine et équilibrée à environ 2500 enfants des écoles primaires des 5 régions.

### Programmes pour l'enfance et la famille
Les programmes dédiés à l'enfance et à la famille font partie des nouveautés de COAF. La fondation aide les enfants ayant des difficultés d'apprentissage en mettant à disposition des orthophonistes, une aide psychologique, et des services de développement.
Le soutien aux éducateurs sociaux de COAF vivant dans les villages est relativement récent. En raison du manque de professionnels locaux, COAF engage des spécialistes pour former et travailler au sein des communautés. Ces éducateurs sociaux offrent un soutien individuel et collectif aux familles et aux enfants des communautés rurales. Ils identifient également des problèmes tels que le harcelement, la violence, en travaillant aussi bien en face à face qu'avec l'ensemble de la communauté.
Le programme d'assistance psychologique de COAF travaille avec les écoles maternelles et primaires, les familles et les villageois. La formation professionnelle dans ce domaine n'est pas courante dans les communautés rurales, de sorte que COAF identifie les spécialistes potentiels, les forme, donne des conseils, apporte des connaissances et une supervision professionnelle pendant la durée du contrat. En tant qu'outil de changement de mentalités de la communauté, COAF a mis en œuvre un nouveau programme de thérapie par l'art appelé “Psychological Theatre”, qui aide les enfants à s'ouvrir et à s'exprimer de manière créative et constructive. Ce programme inclut les personnes handicapées.
Un autre volet du programme pour l'enfance et la famille, est la création de centres de développement de l'enfant, appelés “Sunny Corners”. Ces mini-centres rénovés offrent un environnement favorable pour favoriser le développement de la petite enfance. Ils ont à la fois des zones d'apprentissage et de loisirs pour les enfants, et sont équipés de jouets et d'activités qui permettent aux participants de pouvoir s'exprimer plus facilement.

### Développement économique
L'un des objectifs de COAF est d'atteindre le développement économique en Arménie, démontrant aux locaux le potentiel d'opportunités et de croissance dans les villages.
Certains domaines de développement économique portés par COAF, comprennent des prêts sans intérêt pour les entreprises locales, la formation à l'entrepreneuriat pour les lycéens et l'installation de canalisations d'irrigation d'eau. Ces programmes fournissent aux résidents les outils nécessaires pour réussir et générer des revenus, favorisant un lien plus profond, entre les citoyens et leurs communautés.

## Les initiatives SMART
Dans le but d'étendre son travail à tous les villages d'Arménie, la fondation pour les enfants d'Arménie a développé une approche innovante - l'Initiative COAF SMART. Il s'agit d'un nouveau modèle qui développe les communautés rurales, offrant aux villageois un environnement à la pointe de la technologie, doté des outils et des connaissances nécessaires pour être un citoyen du 21e siècle.
Le concept COAF SMART fournit aux enfants et à leurs familles des ressources pour améliorer leur vie et explorer de futures possibilités. COAF SMART a pour objectif d'empêcher l'émigration des villages vers les grandes villes ou d'autres pays, en apportant aux citoyens locaux de nouvelles opportunités, et, en fournissant des outils pour réussir au sein de leurs communautés. COAF coopère également avec les villageois, les autorités locales, les organisations internationales et les start-ups pour apporter les meilleures pratiques dans les zones rurales.

### COAF SMART Center
L'initiative SMART est mise en œuvre à travers le campus SMART, un pôle éducatif pour les enfants et les adultes, qui leur permet d'explorer leurs curiosités intellectuelles et de repousser les limites de leurs connaissances.
Le premier campus SMART est situé dans la région de Lori en Arménie, près du village de Debet. Il se compose du SMART Center et d'une maison d'hôte. COAF va agrandir le campus en construisant un hôtel, une serre et un terrain de sport. Il est situé sur un terrain de 50 acres et est accessible à plus de 250 000 villageois de la région.
Ouvert le 27 mai 2018, le SMART Center de Lori est un centre éducatif innovant et technologiquement avancé où les enfants apprennent les langues, l'informatique, la robotique, les médias, le design, la musique, l'agriculture, etc. L'éducation est fournie gratuitement a SMART et COAF assure également le transport entre les villages et le centre SMART.
Le centre propose des cours et des activités extrascolaires aux jeunes des villages. Ils ont non seulement la chance d’assister à leurs cours, mais peuvent également participer à des festivals, des classes avec des professionnels, des concerts et des formations avec des conférenciers invités.
Le SMART Center a été conçu par l'architecte libano-arménien Paul Kaloustian. Le bâtiment a été réalisé pour se fondre dans le paysage et exister en harmonie dans son environnement naturel.

### COAF SMART rooms
Avant l'ouverture du SMART Center, des salles SMART existaient dans les villages. Ces salles de formation disposent de tous les équipements nécessaires et d'une connexion Internet pour offrir aux populations locales de nouvelles possibilités. Cela aide à connecter les communautés entre elles et avec le monde. Les salles SMART offrent une formation en développement personnel, en médecine, en services sociaux, en informatique et aux médias.
Ces salles permettent aux personnes de poursuivre leurs études pendant l'hiver, lorsque les déplacements dans la région de Lori sont difficiles. Les salles SMART sont accessibles non seulement pour les jeunes ruraux, mais aussi pour les étudiants des villages voisins et les membres de la communauté.
Ce type de salle est présent dans les régions de Lori et Tavush. Les salles SMART de Tavush fournissent également un abri de protection en cas d'utilisation potentielle d'armes dans les villages frontaliers (Koti et Aygehovit) en raison du conflit en cours avec l'Azerbaïdjan. Les salles SMART Safe sont un espace sécurisé pour 200 personnes par village, et inclut de l'eau, de la nourriture et des générateurs électriques supplémentaires.

## Collecte de fonds
Chaque année au mois de décembre, COAF organise un gala de charité. Des amis de la fondation et des philanthropes se réunissent pour célébrer les réussites de l'année, écouter les enfants des villages arméniens partager leurs histoires personnelles et découvrir l'impact de COAF. Le gala annuel de COAF est composé d’un dîner de charité, un concert, une vente aux enchères en direct et un autre silencieuse.
Chaque année, COAF lève en moyenne 4 millions de dollars pour mettre en œuvre ses programmes de l'année. Andrea Martin est l'hôte de l’événement, et Tony Shafrazi, marchand d'art renommé, est président d'honneur.
COAF entretient des partenariats de longues durées avec différentes entreprises et institutions, telles que le gouvernement d'Arménie et des États-Unis, des organisations internationales, des banques et des entreprises locales qui ont une responsabilité sociale des entreprises.

## Impact
Les programmes de COAF opèrent dans 44 villages de 6 régions d'Arménie, impactant plus de 75000 bénéficiaires.
COAF travaille localement, collaborant directement avec les dirigeants communautaires et gouverneurs régionaux pour comprendre les problèmes auxquels sont confrontés leurs citoyens, et développer des projets et des programmes qui répondent à leurs besoins.
Depuis 2004, COAF a entrepris plus de 100 projets d'amélioration des infrastructures : la reconstruction d'écoles, de cliniques, de centres communautaires, d'espaces publics et d'autres installations vitales pour les jeunes du village et leurs familles.
Dans les zones rurales d'Arménie, les réseaux routiers de mauvaise qualité, trop longtemps négligés, ont isolé des villages. De plus, l'accès à une eau potable de qualité est un défi permanent. À ce jour, COAF a fourni de l'eau potable à plus de 18 000 villageois.
Lancé en 2011, 400 étudiants ont obtenu leur diplôme du programme English Teaching Access. En 2019, 148 adolescents de neuf villages étaient impliqués dans le programme. COAF organise 50 activités extrascolaires avec 973 participants et plus de 500 enfants participent aux écoles d'été.
Autres faits marquants du programmes de COAF :
- Depuis 2013, plus de 2 000 lycéens participent au programme d'orientation professionnelle.
- 91 étudiants universitaires ont reçu des bourses pour poursuivre leurs études dans des établissements d'enseignement supérieur durant les quatre dernières années. Ce programme est une collaboration avec la banque HSBC.
- Dix-sept écoles sponsorisées par COAF sont membres du réseau des écoles pour la santé en Europe (SHE). 2481 élèves ont participé aux clubs de "bien-être" depuis 2009.
- 2 203 élèves des écoles primaires reçoivent des repas équilibrés et chauds et se brossent les dents dans les cantines rénovées et les “Brushodromes” de COAF.
- 12 490 femmes ont subi des dépistages de cancer du sein et de la thyroïde depuis 2008.
- Environ 700 enfants reçoivent des soins dentaires gratuits chaque année.
- Environ 600 enfants ont participé au Centre de développement de l'enfant et aux Corners de développement de l'enfant depuis 2011. 87 enfants de 8 villages ont participé à des cours d'intelligence émotionnelle. Plus de 150 enfants ont participé à la thérapie par le théâtre depuis 2012. En 2018, plus de 3500 enfants ont participé à des activités de développement de groupe.
- 973 enfants, parents et enseignants ont bénéficié d'un accompagnement psychologique individuel. 704 parents et 348 enseignants ont participé à des séminaires animés par des psychologues.
- Les éducateurs sociaux travaillent en permanence avec 270 familles et 104 cas ont déjà été résolus.
- 739 enfants et 130 adultes de 13 communautés voisines participent actuellement aux activités du SMART Center

## Personnalités liées à la Fondation
De nombreuses personnalités connues dans le monde soutiennent la Fondation COAF dans sa cause. Parmi les sympathisants de COAF figurent :
- Alexis Ohanian, entrepreneur
- Andrea Martin, actrice et scénariste
- Ariana Grande, actrice
- Cher, chanteuse et actrice
- Conan O'Brien, animateur de télévision et humoriste
- Henrikh Mkhitaryan, footballeur
- Jennifer Aniston, actrice, réalisatrice et productrice
- John Stamos, acteur et producteur
- Khloé Kardashian, personnalité de télévision, actrice
- Leonardo DiCaprio, acteur, scénariste et producteur
- Martin Short, acteur, producteur, réalisateur
- Nathan Lane, acteur et producteur
- Sean Hayes, acteur et producteur
- Serj Tankian, chanteur, auteur-compositeur
- Tom Hanks, acteur, réalisateur, producteur
- Tony Shafrazi, galeriste
- Usher, chanteur
- Vanessa Lynn Williams, actrice, chanteuse, productrice et mannequin
- Victor Garber, acteur[8]